# Nikoła Sawow
Nikoła Sawow (bułg. Никола Савов, ur. 8 lipca 1942 w Sliwenie) – bułgarski bokser, medalista mistrzostw Europy z 1967, olimpijczyk.
Startował w kategorii koguciej (do 54 kg). Zdobył w niej brązowy medal na mistrzostwach Europy w 1967 w Rzymie. Wygrał tam dwie walki, a w półfinale uległ Horstowi Rascherowi z Republiki Federalnej Niemiec. Na igrzyskach olimpijskich w 1968 w Meksyku po wygraniu dwóch walk przegrał z późniejszym wicemistrzem Changiem Kyou-chulem z Korei Południowej.
Wystąpił na mistrzostwach Europy w 1969 w Bukareszcie, gdzie przegrał pierwszą walkę.
Był mistrzem Bułgarii w wadze muszej (do 51 kg) w 1965 oraz w wadze koguciej w 1968 i 1969.